# Türk Traktör

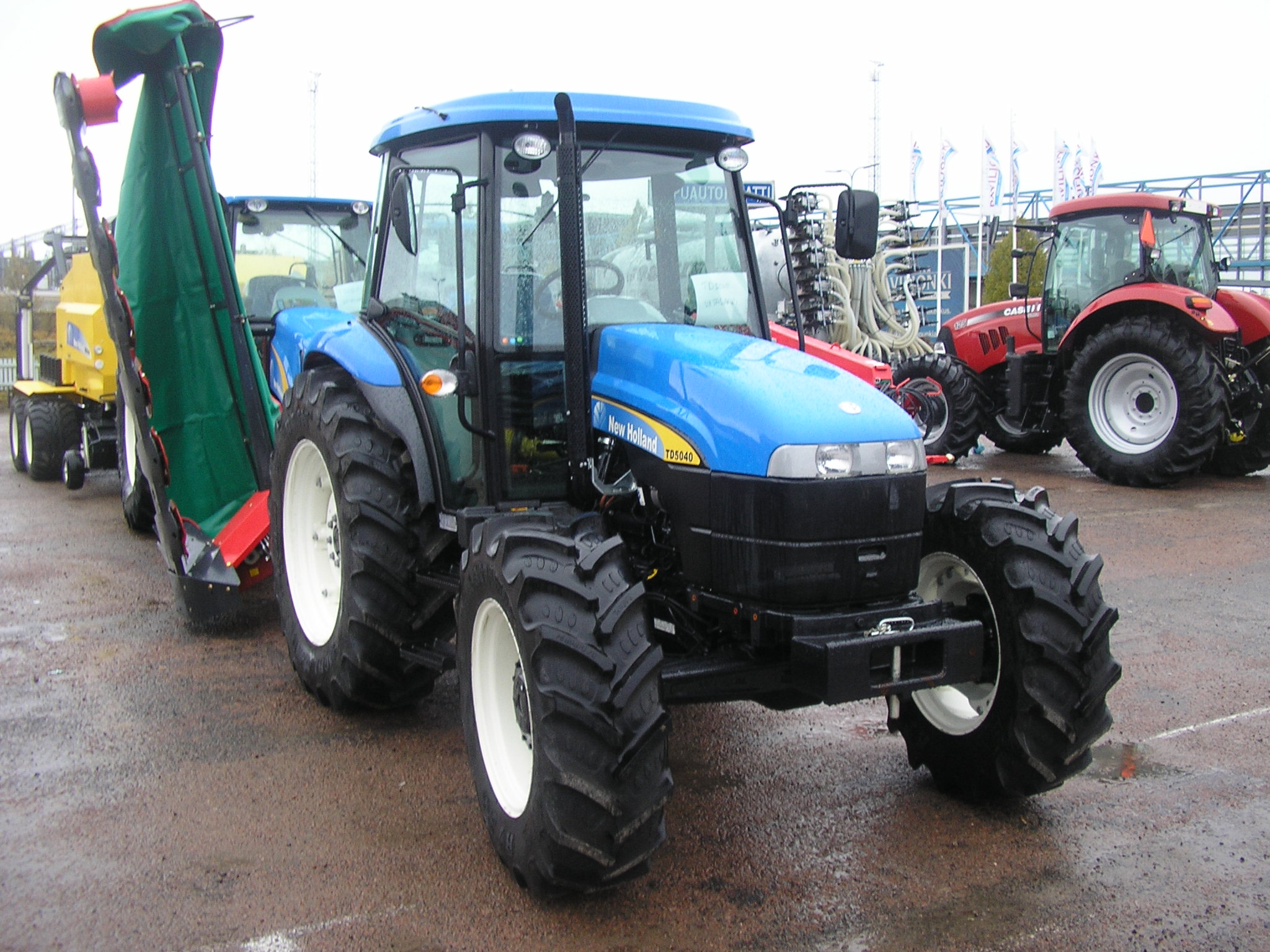
Ciągnik rolniczy New Holland TD5040

Türk Traktör – turecki producent ciągników rolniczych z siedzibą w Ankarze. Firma ta produkuje ciągniki rolnicze pod markami New Holland, Case IH i Steyr.

## Historia
Türk Traktör został założony w 1954 roku a 8 marca 1955 roku wyprodukowano pierwszy ciągnik Türk Traktör. W 1962 zmontowano pierwsze ciągniki Fiata a w 1963 roku podpisano z włoskim przedsiębiorstwem umowę licencyjną. W 1965 rozpoczęto produkcję ciągników pod marką TÜRK FIAT. W 1968 roku nazwa przedsiębiorstwa zmieniła się na “TürkTraktör ve Ziraat Makineleri” (TürkTraktör i maszyny rolnicze). W 1977 roku wyprodukowana 100-tysięczny ciągnik. W 1986 rozpoczęto produkcję ciągników Fiat serii 46 a w 1989 roku Fiata serii 56. W 1992 wszystkie akcje zostały przejęte przez Koç Group i tym samym firma stała się prywatna. W 1998 roku stała się spółką 50-50 joint venture pomiędzy New Holland (Fiat Group) oraz Koç Group, rozpoczęto produkcję ciągników pod marką New Holland. W 1999 spółka stała się centrum R&D oraz produkcyjnym dla ciągników serii 56-66 oraz wyłącznym producentem układu napędowego serii TDD. W 2002 roku rozpoczęto masową produkcję serii TD i JX. 9 listopada 2007 roku wyprodukowano 500-tysięczny ciągnik.
W czerwcu 2014 roku miało miejsce otwarcie nowej fabryki produkcyjnej w Erenler w regionie Sakaraya.